# Mpika

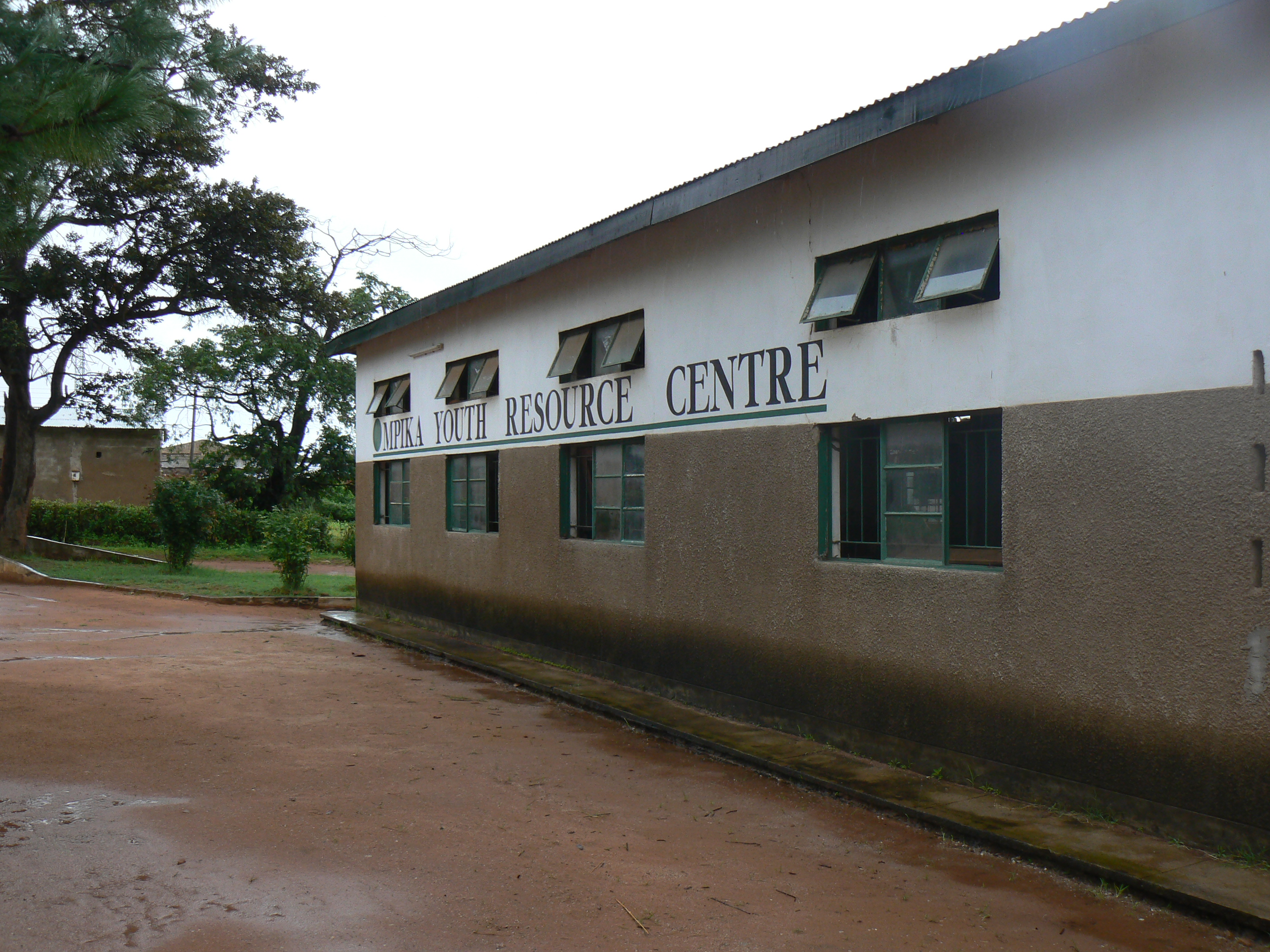
Mpika Youth Resource Centre

Mpika (auch Chachi Mpika oder Cha-Chi) ist eine Stadt in Sambia am Tanzam Highway am Abzweig nach Mpulungu am Tanganjikasee über Kasama und Mbala sowie an der TAZARA. Mpika ist der größte Ort in weiter Umgebung. Sie hat 63.740 Einwohner (2022) und ist Sitz der Verwaltung des gleichnamigen Distrikts, der Parkverwaltung des Nordluangwa-Konservationsprojektes, des Department of National Parks and Wildlife Services und der Hauptverwaltung der TAZARA.

## Geographie
Mpika liegt 1450 Meter über dem Meeresspiegel. Geographisch befindet sich Mpika auf dem Muchinga-Gebirge zwischen dem Luangwatal im Osten und den Bangweulusümpfen im Westen am Fluss lwitikila.

## Demografie
| Jahr      | 1990   | 2000   | 2010   | 2022   |
| --------- | ------ | ------ | ------ | ------ |
| Einwohner | 20.950 | 25.856 | 39.724 | 63.740 |

## Religion
Mpika ist Sitz des römisch-katholischen Bistums Mpika, das auf ein Apostolisches Vikariat zurückgeht, das Papst Pius XI. im Jahr 1937 dort errichtet hatte. Dieses wurde 1959 zum Bistum erhoben. Bischofskirche ist die St. Josephs-Kathedrale.

## Infrastruktur
Mpika liegt an der Fernstraße Great North Road (T 2), die hier ein Teilstück des Sambia und Tansania verbindenden Tanzam Highway nach Daressalam ist. Ferner liegt die Stadt an der ebenfalls beide Länder verbindende Eisenbahnstrecke Tanzania–Zambia Railway (TAZARA), der Bahnhof liegt etwas außerhalb der Stadt. 
Darüber hinaus gibt es eine ungeteerte Flugpiste von 1200 Meter Länge.
Es gibt drei Tankstellen, einen Supermarkt, mehrere Übernachtungsmöglichkeiten wie Bayama’s Lodge, das Zambia College of Agriculture und ein kirchliches Krankenhaus, das kostengünstige medizinische Versorgung anbietet.

## Wirtschaft
Mpika liegt in einer Miombo-Landschaft. Mpika ist ein wichtiger Versorgungspunkt des Umlandes. Es hat einen nennenswerten Markt. Zweimal wöchentlich verkehrt der Personenzug Daressalam-Kapiri Mposhi in jeweils beide Richtungen, dessen Passagiere hier auf dem Bahnhof Verpflegung kaufen können. Ein Stadtteil heißt Tazara Township. Eine neue Strecke nach Chipata/Mchinji in Malawi soll gebaut werden. Das Bahnbetriebswerk in Mpika würde damit vergrößert werden müssen. Ebenso ist der Tanzam Highway eine Einkommensquelle für Dienstleistungen aller Art für Fahrzeuge, Fahrer und Passagiere.